# Copa de Brasil 2020
La Copa de Brasil 2020 (oficialmente Copa Continental Pneus do Brasil 2020 por razones de patrocinio) fue la 32.ª edición de la Copa de Brasil. 
Se llevó a cabo entre el 5 de febrero de 2020 y el 7 de marzo de 2021. La competencia es disputada por 91 equipos, clasificados a través de la participación de sus respectivos campeonatos estatales (70 clubes), por el ranking CBF 2019 (10), por la Copa do Nordeste 2019 (1), por la Copa Verde 2019 (1), por la Série B 2019 (1) y por los clasificados para la Copa Libertadores 2020 (8).
El campeón de la Copa de Brasil 2020 obtuvo un cupo para disputar la fase de Grupos de la Copa Libertadores 2021 y la Supercopa de Brasil 2021. El Palmeiras de São Paulo resultó campeón, tras vencer en la final al Grêmio de Porto Alegre.

## Formato
La competencia será un torneo eliminatorio de eliminación única, las dos primeras etapas con un solo partido y las otras etapas con juegos de ida y vuelta. Once equipos clasificaron directamente para octavos de final (equipos clasificados para Copa Libertadores 2019 (8 clubes), campeones de Série B, el campeón de la Copa Verde y el vencedor de la Copa do Nordeste). Los 80 equipos restantes jugarán la primera etapa. Los 40 ganadores jugarán la segunda etapa, los 20 ganadores jugarán la tercera etapa, los 10 ganadores jugarán la cuarta etapa. Finalmente, los cinco ganadores de la cuarta etapa calificarán para la Ronda de los 16.
En esta temporada, la regla de los goles fuera no se usará en ninguna etapa.

## Equipos participantes
| Estado                      | Club                      | Método de clasificación                                        |
| --------------------------- | ------------------------- | -------------------------------------------------------------- |
| Acre 2 cupos                | Atlético Acreano          | Campeón Campeonato Acreano 2019                                |
| Acre 2 cupos                | Galvez                    | Subcampeón Campeonato Acreano 2019                             |
| Alagoas 3 cupos             | CSA Alagoas               | Campeón Campeonato Alagoano 2019                               |
| Alagoas 3 cupos             | CRB Alagoas               | Subcampeón Campeonato Alagoano 2019                            |
| Alagoas 3 cupos             | Coruripe                  | Tercer lugar Campeonato Alagoano 2019                          |
| Amapá 1 cupo                | Santos-AP                 | Campeón Campeonato Amapaense 2019                              |
| Amazonas 2 cupos            | Manaus                    | Campeón Campeonato Amazonense 2019                             |
| Amazonas 2 cupos            | Nacional Fast Clube       | Subcampeón Campeonato Amazonense 2019                          |
| Bahía 4 cupos               | Bahia                     | Campeón Campeonato Baiano 2019                                 |
| Bahía 4 cupos               | Bahia de Feira            | Subcampeón Campeonato Baiano 2019                              |
| Bahía 4 cupos               | Atlético de Alagoinhas    | Tercer lugar Campeonato Baiano 2019                            |
| Bahía 4 cupos               | Vitória                   | Clasificado por ranking CBF 2019, no clasificado anteriormente |
| Ceará 4 cupos               | Fortaleza                 | Campeón Copa do Nordeste 2019                                  |
| Ceará 4 cupos               | Ceará                     | Subcampeón Campeonato Cearense 2019                            |
| Ceará 4 cupos               | Barbalha                  | Ganador primera fase Campeonato Cearense 2019                  |
| Ceará 4 cupos               | Caucaia                   | Campeón Copa Fares Lopes 2019                                  |
| Espírito Santo 1 cupo       | Vitória                   | Campeón Campeonato Capixaba 2019                               |
| Distrito Federal 2 cupos    | Gama                      | Campeón Campeonato Brasiliense 2019                            |
| Distrito Federal 2 cupos    | Brasiliense               | Subcampeón Campeonato Brasiliense 2019                         |
| Goiás 3 cupos               | Atlético Goianiense       | Campeón Campeonato Goiano 2019                                 |
| Goiás 3 cupos               | Goiás                     | Subcampeón Campeonato Goiano 2019                              |
| Goiás 3 cupos               | Vila Nova                 | Tercer lugar Campeonato Goiano 2019                            |
| Maranhão 3 cupos            | Imperatriz                | Campeón Campeonato Maranhense 2019                             |
| Maranhão 3 cupos            | Moto Club                 | Subcampeón Campeonato Maranhense 2019                          |
| Maranhão 3 cupos            | Sampaio Corrêa            | Tercer lugar Campeonato Maranhense 2019                        |
| Mato Grosso 4 cupos         | Cuiabá                    | Campeón Copa Verde 2019                                        |
| Mato Grosso 4 cupos         | Operário Várzea-Grandense | Subcampeón Campeonato Matogrossense 2019                       |
| Mato Grosso 4 cupos         | União Rondonópolis        | Tercer lugar Campeonato Matogrossense 2019                     |
| Mato Grosso 4 cupos         | Luverdense                | Campeón Copa FMF 2019                                          |
| Mato Grosso do Sul 2 cupos  | Águia Negra               | Campeón Campeonato Sul-Matogrossense 2019                      |
| Mato Grosso do Sul 2 cupos  | Aquidauanense             | Subcampeón Campeonato Sul-Matogrossense 2019                   |
| Minas Gerais 4 cupos        | Cruzeiro                  | Campeón Campeonato Mineiro 2019                                |
| Minas Gerais 4 cupos        | Atlético Mineiro          | Subcampeón Campeonato Mineiro 2019                             |
| Minas Gerais 4 cupos        | América Mineiro           | Tercer lugar Campeonato Mineiro 2019                           |
| Minas Gerais 4 cupos        | Boa Esporte               | Cuarto lugar Campeonato Mineiro 2019                           |
| Pará 4 cupos                | Remo                      | Campeón Campeonato Paraense 2019                               |
| Pará 4 cupos                | Independente              | Subcampeón Campeonato Paraense 2019                            |
| Pará 4 cupos                | Bragantino do Pará        | Tercer lugar Campeonato Paraense 2019                          |
| Pará 4 cupos                | Paysandu                  | Clasificado por ranking CBF 2019, no clasificado anteriormente |
| Paraíba 2 cupos             | Botafogo                  | Campeón Campeonato Paraibano 2019                              |
| Paraíba 2 cupos             | Campinense                | Subcampeón Campeonato Paraibano 2019                           |
| Paraná 6 cupos              | Athletico Paranaense      | Campeón Copa de Brasil 2019                                    |
| Paraná 6 cupos              | Toledo                    | Subcampeón Campeonato Paranaense 2019                          |
| Paraná 6 cupos              | Coritiba                  | Tercer lugar Campeonato Paranaense 2019                        |
| Paraná 6 cupos              | Londrina                  | Cuarto lugar Campeonato Paranaense 2019                        |
| Paraná 6 cupos              | Operário Ferroviário      | Quinto lugar Campeonato Paranaense 2019                        |
| Paraná 6 cupos              | Paraná Clube              | Clasificado por ranking CBF 2019, no clasificado anteriormente |
| Pernambuco 4 cupos          | Sport Recife              | Campeón Campeonato Pernambucano 2019                           |
| Pernambuco 4 cupos          | Náutico                   | Subcampeón Campeonato Pernambucano 2019                        |
| Pernambuco 4 cupos          | Afogados                  | Tercer lugar Campeonato Pernambucano 2019                      |
| Pernambuco 4 cupos          | Santa Cruz                | Clasificado por ranking CBF 2019, no clasificado anteriormente |
| Piauí 2 cupos               | Ríver                     | Campeón Campeonato Piauiense 2019                              |
| Piauí 2 cupos               | Altos                     | Subcampeón Campeonato Piauiense 2019                           |
| Río de Janeiro 7 cupos      | Flamengo                  | Campeón Copa Libertadores 2019                                 |
| Río de Janeiro 7 cupos      | Vasco da Gama             | Subcampeón Campeonato Carioca 2019                             |
| Río de Janeiro 7 cupos      | Bangu                     | Tercer lugar Campeonato Carioca 2019                           |
| Río de Janeiro 7 cupos      | Fluminense                | Cuarto lugar Campeonato Carioca 2019                           |
| Río de Janeiro 7 cupos      | Volta Redonda             | Quinto lugar Campeonato Carioca 2019                           |
| Río de Janeiro 7 cupos      | Bonsucesso                | Campeón Copa Río 2019                                          |
| Río de Janeiro 7 cupos      | Botafogo                  | Clasificado por ranking CBF 2019, no clasificado anteriormente |
| Rio Grande do Norte 2 cupos | América de Natal          | Campeón Campeonato Potiguar 2019                               |
| Rio Grande do Norte 2 cupos | ABC Natal                 | Subcampeón Campeonato Potiguar 2019                            |
| Rio Grande do Sul 8 cupos   | Grêmio                    | Cuarto lugar Campeonato Brasileño de Fútbol Serie A 2019       |
| Rio Grande do Sul 8 cupos   | Internacional             | Séptimo lugar Campeonato Brasileño de Fútbol Serie A 2019      |
| Rio Grande do Sul 8 cupos   | Caxias                    | Tercer lugar Campeonato Gaúcho 2019                            |
| Rio Grande do Sul 8 cupos   | São Luiz                  | Cuarto lugar Campeonato Gaúcho 2019                            |
| Rio Grande do Sul 8 cupos   | Novo Hamburgo             | Quinto lugar Campeonato Gaúcho 2019                            |
| Rio Grande do Sul 8 cupos   | São José                  | Subcampeón Copa FGF 2019                                       |
| Rio Grande do Sul 8 cupos   | Juventude                 | Clasificado por ranking CBF 2019, no clasificado anteriormente |
| Rio Grande do Sul 8 cupos   | Brasil de Pelotas         | Clasificado por ranking CBF 2019, no clasificado anteriormente |
| Rondônia 1 cupo             | Vilhenense                | Campeón Campeonato Rondoniense 2019                            |
| Roraima 1 cupo              | São Raimundo              | Campeón Campeonato Roraimense 2019                             |
| Santa Catarina 5 cupos      | Avaí                      | Campeón Campeonato Catarinense 2019                            |
| Santa Catarina 5 cupos      | Chapecoense               | Subcampeón Campeonato Catarinense 2019                         |
| Santa Catarina 5 cupos      | Brusque                   | Campeón Copa Santa Catarina 2019                               |
| Santa Catarina 5 cupos      | Figueirense               | Clasificado por ranking CBF 2019, no clasificado anteriormente |
| Santa Catarina 5 cupos      | Criciúma                  | Clasificado por ranking CBF 2019, no clasificado anteriormente |
| São Paulo 11 cupos          | Santos                    | Subcampeón Campeonato Brasileño de Fútbol Serie A 2019         |
| São Paulo 11 cupos          | Palmeiras                 | Tercer lugar Campeonato Brasileño de Fútbol Serie A 2019       |
| São Paulo 11 cupos          | São Paulo                 | Sexto lugar Campeonato Brasileño de Fútbol Serie A 2019        |
| São Paulo 11 cupos          | Corinthians               | Octavo lugar Campeonato Brasileño de Fútbol Serie A 2019       |
| São Paulo 11 cupos          | Red Bull Bragantino       | Campeón Campeonato Brasileño de Fútbol Serie B 2019            |
| São Paulo 11 cupos          | Grêmio Novorizontino      | Sexto lugar Campeonato Paulista 2019                           |
| São Paulo 11 cupos          | Ferroviária               | Séptimo lugar Campeonato Paulista 2019                         |
| São Paulo 11 cupos          | Ponte Preta               | Subcampeón Campeonato Paulista del Interior 2019               |
| São Paulo 11 cupos          | Santo André               | Campeón Campeonato Paulista Série A2 2019                      |
| São Paulo 11 cupos          | XV de Piracicaba          | Subcampeón Copa Paulista 2019                                  |
| São Paulo 11 cupos          | Oeste                     | Clasificado por ranking CBF 2019, no clasificado anteriormente |
| Sergipe 2 cupos             | Freipaulistano            | Campeón Campeonato Sergipano 2019                              |
| Sergipe 2 cupos             | Lagarto                   | Ganador primera fase Campeonato Sergipano 2019                 |
| Tocantins 1 cupo            | Palmas                    | Campeón Campeonato Tocantinense 2019                           |

### Clubes clasificados directamente a octavos de final
| Equipo               | Forma de clasificación                                    |
| -------------------- | --------------------------------------------------------- |
| Fortaleza            | Campeón Copa do Nordeste 2019                             |
| Cuiabá               | Campeón Copa Verde 2019                                   |
| Athletico Paranaense | Campeón Copa de Brasil 2019                               |
| Flamengo             | Campeón Copa Libertadores 2019                            |
| Grêmio               | Cuarto lugar Campeonato Brasileño de Fútbol Serie A 2019  |
| Internacional        | Séptimo lugar Campeonato Brasileño de Fútbol Serie A 2019 |
| Santos               | Subcampeón Campeonato Brasileño de Fútbol Serie A 2019    |
| Palmeiras            | Tercer lugar Campeonato Brasileño de Fútbol Serie A 2019  |
| São Paulo            | Sexto lugar Campeonato Brasileño de Fútbol Serie A 2019   |
| Corinthians          | Octavo lugar Campeonato Brasileño de Fútbol Serie A 2019  |
| Red Bull Bragantino  | Campeón Campeonato Brasileño de Fútbol Serie B 2019       |

## Programa
| Fase             | Ida                                                                  | Vuelta                                                               |
| ---------------- | -------------------------------------------------------------------- | -------------------------------------------------------------------- |
| Primera fase     | Semana 1: 5 de febrero Semana 2: 12 de febrero                       | Semana 1: 5 de febrero Semana 2: 12 de febrero                       |
| Segunda fase     | Semana 1: 19 de febrero Semana 2: 26 de febrero Semana 3: 4 de marzo | Semana 1: 19 de febrero Semana 2: 26 de febrero Semana 3: 4 de marzo |
| Tercera fase     | 11 de marzo                                                          | 18 de marzo                                                          |
| Cuarta fase      | 8 de abril                                                           | 15 de abril                                                          |
| Octavos de final | 29 de abril y 13 de mayo                                             | 20 y 27 de mayo                                                      |
| Cuartos de final | 15 de julio                                                          | 26 de julio                                                          |
| Semifinales      | 5 de agosto                                                          | 12 de agosto                                                         |
| Final            | 28 de febrero de 2021                                                | 7 de marzo de 2021                                                   |

## Fase inicial

### Primera Ronda
- 80 equipos disputan la primera fase en partido único. Los equipos con mejor ranking CBF serán visitantes y tendrán ventaja en caso de empate.
- Partidos del 5 al 26 de febrero. Estadísticas CBF
- Equipos listados en la primera columna poseen la localía. En negrita los clubes clasificados.
| Equipo local              | Resultado | Equipo visitante     |
| ------------------------- | --------- | -------------------- |
| Ríver                     | 1–0       | Bahia                |
| São Luiz                  | 0–0       | América de Natal     |
| Coruripe                  | 0–0       | Juventude            |
| XV de Piracicaba          | 1–0       | Londrina             |
| Caxias                    | 1–1       | Botafogo             |
| Toledo                    | 0–2       | Náutico              |
| Palmas                    | 0–2       | Paraná Clube         |
| Bahia de Feira            | 3–1       | Luverdense           |
| Brusque                   | 2–1       | Sport Recife         |
| Freipaulistano            | 1–2       | Remo                 |
| Manaus                    | 1–0       | Coritiba             |
| Gama                      | 3–3       | Brasil de Pelotas    |
| São Raimundo              | 2–2       | Cruzeiro             |
| Vilhenense                | 1–1       | Boa Esporte          |
| Brasiliense               | 1–1       | Paysandu             |
| Independente              | 2–3       | CRB Alagoas          |
| Moto Club                 | 2–4       | Fluminense           |
| Atlético de Alagoinhas    | 0–0       | Botafogo João Pessoa |
| Novorizontino             | 1–2       | Figueirense          |
| Vitória-ES                | 2–1       | CSA Alagoas          |
| Boavista                  | 0–2       | Chapecoense          |
| Caucaia                   | 1–2       | São José             |
| União Rondonópolis        | 0–1       | Atlético Goianiense  |
| Operário Várzea-Grandense | 0–0       | Santa Cruz           |
| Imperatriz                | 0–0       | Vitória              |
| Lagarto                   | 1–0       | Volta Redonda        |
| Bragantino                | 1–2       | Ceará                |
| Bangu                     | 1–1       | Oeste                |
| Campinense                | 0–0       | Atlético Mineiro     |
| Afogados                  | 3–0       | Atlético Acreano     |
| Novo Hamburgo             | 1–2       | Ponte Preta          |
| Galvez                    | 0–1       | Vila Nova            |
| Altos                     | 1–1       | Vasco da Gama        |
| Aquidauanense             | 0–1       | ABC Natal            |
| Nacional Fast Clube       | 0–2       | Goiás                |
| Santo André               | 4–1       | Criciúma             |
| Santos-AP                 | 1–1       | América Mineiro      |
| Barbalha                  | 0–3       | Operário Ferroviário |
| Ferroviária               | 2–0       | Avaí                 |
| Águia Negra               | 2–1       | Sampaio Corrêa       |

### Segunda Ronda
- Participan en esta fase los 40 equipos vencedores en la etapa anterior, en partido único. En caso de empate la llave será decidida por tiros desde el punto penal.
- Partidos del 18 de febrero al 5 de marzo de 2020. Estadísticas CBF
- Equipos listados en la primera columna poseen la localía. En negrita los clubes clasificados.
| Equipo local         | Resultado      | Equipo visitante     |
| -------------------- | -------------- | -------------------- |
| Ríver-PI             | 1–1 (2-3 pen.) | América de Natal     |
| XV de Piracicaba     | 1–1 (7-8 pen.) | Juventude            |
| Náutico              | 1–1 (3-4 pen.) | Botafogo             |
| Paraná Clube         | 3–2            | Bahia de Feira       |
| Brusque              | 5–1            | Remo                 |
| Brasil de Pelotas    | 1–0            | Manaus               |
| Boa Esporte          | 1–1 (4-5 pen.) | Cruzeiro             |
| Paysandu             | 1–1 (3-5 pen.) | CRB Alagoas          |
| Fluminense           | 2–0            | Botafogo João Pessoa |
| Vitória-ES           | 0–1            | Figueirense          |
| São José             | 0–0 (5-4 pen.) | Chapecoense          |
| Atlético Goianiense  | 1–1 (4-3 pen.) | Santa Cruz           |
| Vitória              | 3–1            | Lagarto              |
| Oeste                | 1–1 (2-4 pen.) | Ceará                |
| Afogados             | 2–2 (7-6 pen.) | Atlético Mineiro     |
| Ponte Preta          | 0–0 (5-4 pen.) | Vila Nova            |
| Vasco da Gama        | 1–0            | ABC Natal            |
| Santo André          | 0–2            | Goiás                |
| Operário Ferroviário | 0–2            | América Mineiro      |
| Ferroviária          | 6–2            | Águia Negra          |

### Tercera Ronda
- Participan en esta fase los 20 equipos vencedores en la etapa anterior, en partidos eliminatorios de ida y vuelta.
- Partidos de ida del 10 al 12 de marzo, partidos de vuelta del 25 al 27 de agosto.
- Equipos listados en la primera columna poseen la localía en la ida. En negrita los clubes clasificados.
| Equipo local ida    | Global         | Equipo visitante ida | Ida | Vuelta |
| ------------------- | -------------- | -------------------- | --- | ------ |
| Juventude           | 2–2 (5-3 pen.) | América de Natal     | 1–1 | 1–1    |
| Botafogo            | 3–1            | Paraná Clube         | 1–0 | 2–1    |
| Brasil de Pelotas   | 0–2            | Brusque              | 0–1 | 0–1    |
| Cruzeiro            | 1–3            | CRB Alagoas          | 0–2 | 1–1    |
| Figueirense         | 1–3            | Fluminense           | 1–0 | 0–3    |
| Atlético Goianiense | 2–1            | São José             | 2–0 | 0–1    |
| Ceará               | 5–3            | Vitória              | 1–0 | 4–3    |
| Ponte Preta         | 5–0            | Afogados             | 3–0 | 2–0    |
| Vasco da Gama       | 2–2 (3-2 pen.) | Goiás                | 0–1 | 2–1    |
| Ferroviária         | 0–1            | América Mineiro      | 0–0 | 0–1    |

### Cuarta Ronda
- Participan en esta fase los 10 equipos vencedores en la etapa anterior, en partidos eliminatorios de ida y vuelta.
- Partidos de Ida el 16 y 17 de septiembre de 2020, partidos de vuelta del 22 al 24 de septiembre de 2020.
- Equipos listados en la primera columna poseen la localía en la ida. En negrita los clubes clasificados.
| Equipo local ida | Global | Equipo visitante ida | Ida | Vuelta |
| ---------------- | ------ | -------------------- | --- | ------ |
| Ponte Preta      | 3–5    | América Mineiro      | 2–2 | 1–3    |
| Brusque          | 1–7    | Ceará                | 0–2 | 1–5    |
| Botafogo         | 1–0    | Vasco da Gama        | 1–0 | 0–0    |
| Fluminense       | 2–3    | Atlético Goianiense  | 1–0 | 1–3    |
| Juventude        | 2–1    | CRB Alagoas          | 2–0 | 0–1    |

## Fase final
Los octavos de final se jugaron con 16 equipos, los 5 ganadores de la etapa anterior y otros 11 equipos preclasificados: Palmeiras, Flamengo, Grêmio, Santos, Athletico Paranaense, Corinthians, Internacional, São Paulo, Fortaleza, Red Bull Bragantino y Cuiabá. Se realizaron partidos eliminatorias de ida y vuelta. En caso de empate en el resultado global, el clasificado será definido en la tanda de penaltis. Los enfrentamientos de esta fase fueron definidos por sorteo el 1 de octubre de 2020.

### Cuadro de desarrollo
|  | Octavos de final                                                                   | Octavos de final                                                                   | Octavos de final                                                                   |                 |   | Cuartos de final                                               | Cuartos de final                                               | Cuartos de final                                               |  |  | Semifinales                                                    | Semifinales                                                    | Semifinales                                                    |  |  | Final                                                   | Final                                                   | Final                                                   |
|  | Ida: 14 al 29 de octubre de 2020. Vuelta: 25 de octubre al 5 de noviembre de 2020. | Ida: 14 al 29 de octubre de 2020. Vuelta: 25 de octubre al 5 de noviembre de 2020. | Ida: 14 al 29 de octubre de 2020. Vuelta: 25 de octubre al 5 de noviembre de 2020. |                 |   | Ida: 11 de noviembre de 2020. Vuelta: 18 de noviembre de 2020. | Ida: 11 de noviembre de 2020. Vuelta: 18 de noviembre de 2020. | Ida: 11 de noviembre de 2020. Vuelta: 18 de noviembre de 2020. |  |  | Ida: 23 de diciembre de 2020. Vuelta: 30 de diciembre de 2020. | Ida: 23 de diciembre de 2020. Vuelta: 30 de diciembre de 2020. | Ida: 23 de diciembre de 2020. Vuelta: 30 de diciembre de 2020. |  |  | Ida: 28 de febrero de 2021. Vuelta: 7 de marzo de 2021. | Ida: 28 de febrero de 2021. Vuelta: 7 de marzo de 2021. | Ida: 28 de febrero de 2021. Vuelta: 7 de marzo de 2021. |
|  |                                                                                    |                                                                                    |                                                                                    |                 |   |                                                                |                                                                |                                                                |  |  |                                                                |                                                                |                                                                |  |  |                                                         |                                                         |                                                         |
|  |                                                                                    |                                                                                    |                                                                                    |                 |   |                                                                |                                                                |                                                                |  |  |                                                                |                                                                |                                                                |  |  |                                                         |                                                         |                                                         |
|  |                                                                                    |                                                                                    |                                                                                    |                 |   |                                                                |                                                                |                                                                |  |  |                                                                |                                                                |                                                                |  |  |                                                         |                                                         |                                                         |
|  | Athletico Paranaense                                                               | 0                                                                                  | 2                                                                                  |                 |   |                                                                |                                                                |                                                                |  |  |                                                                |                                                                |                                                                |  |  |                                                         |                                                         |                                                         |
|  | Athletico Paranaense                                                               | 0                                                                                  | 2                                                                                  |                 |   |                                                                |                                                                |                                                                |  |  |                                                                |                                                                |                                                                |  |  |                                                         |                                                         |                                                         |
|  | Flamengo                                                                           | 1                                                                                  | 3                                                                                  |                 |   |                                                                |                                                                |                                                                |  |  |                                                                |                                                                |                                                                |  |  |                                                         |                                                         |                                                         |
|  | Flamengo                                                                           | 1                                                                                  | 3                                                                                  | Flamengo        | 1 | 0                                                              |                                                                |                                                                |  |  |                                                                |                                                                |                                                                |  |  |                                                         |                                                         |                                                         |
|  |                                                                                    |                                                                                    |                                                                                    |                 | 1 | 0                                                              |                                                                |                                                                |  |  |                                                                |                                                                |                                                                |  |  |                                                         |                                                         |                                                         |
|  |                                                                                    | São Paulo                                                                          | 2                                                                                  | 3               |   |                                                                |                                                                |                                                                |  |  |                                                                |                                                                |                                                                |  |  |                                                         |                                                         |                                                         |
|  | Fortaleza                                                                          | São Paulo                                                                          | 2                                                                                  | 3               | 3 | 2 (9)                                                          |                                                                |                                                                |  |  |                                                                |                                                                |                                                                |  |  |                                                         |                                                         |                                                         |
|  | Fortaleza                                                                          |                                                                                    |                                                                                    |                 | 3 | 2 (9)                                                          |                                                                |                                                                |  |  |                                                                |                                                                |                                                                |  |  |                                                         |                                                         |                                                         |
|  | São Paulo (p.)                                                                     | 3                                                                                  | 2 (10)                                                                             |                 |   |                                                                |                                                                |                                                                |  |  |                                                                |                                                                |                                                                |  |  |                                                         |                                                         |                                                         |
|  | São Paulo (p.)                                                                     | 3                                                                                  | 2 (10)                                                                             | São Paulo       | 0 | 0                                                              |                                                                |                                                                |  |  |                                                                |                                                                |                                                                |  |  |                                                         |                                                         |                                                         |
|  |                                                                                    |                                                                                    |                                                                                    |                 | 0 | 0                                                              |                                                                |                                                                |  |  |                                                                |                                                                |                                                                |  |  |                                                         |                                                         |                                                         |
|  |                                                                                    | Grêmio                                                                             | 1                                                                                  | 0               |   |                                                                |                                                                |                                                                |  |  |                                                                |                                                                |                                                                |  |  |                                                         |                                                         |                                                         |
|  | Botafogo                                                                           | Grêmio                                                                             | 1                                                                                  | 0               | 0 | 0                                                              |                                                                |                                                                |  |  |                                                                |                                                                |                                                                |  |  |                                                         |                                                         |                                                         |
|  | Botafogo                                                                           |                                                                                    |                                                                                    |                 | 0 | 0                                                              |                                                                |                                                                |  |  |                                                                |                                                                |                                                                |  |  |                                                         |                                                         |                                                         |
|  | Cuiabá                                                                             | 1                                                                                  | 0                                                                                  |                 |   |                                                                |                                                                |                                                                |  |  |                                                                |                                                                |                                                                |  |  |                                                         |                                                         |                                                         |
|  | Cuiabá                                                                             | 1                                                                                  | 0                                                                                  | Cuiabá          | 1 | 0                                                              |                                                                |                                                                |  |  |                                                                |                                                                |                                                                |  |  |                                                         |                                                         |                                                         |
|  |                                                                                    |                                                                                    |                                                                                    |                 | 1 | 0                                                              |                                                                |                                                                |  |  |                                                                |                                                                |                                                                |  |  |                                                         |                                                         |                                                         |
|  |                                                                                    | Grêmio                                                                             | 2                                                                                  | 2               |   |                                                                |                                                                |                                                                |  |  |                                                                |                                                                |                                                                |  |  |                                                         |                                                         |                                                         |
|  | Grêmio                                                                             | Grêmio                                                                             | 2                                                                                  | 2               | 1 | 1                                                              |                                                                |                                                                |  |  |                                                                |                                                                |                                                                |  |  |                                                         |                                                         |                                                         |
|  | Grêmio                                                                             |                                                                                    |                                                                                    |                 | 1 | 1                                                              |                                                                |                                                                |  |  |                                                                |                                                                |                                                                |  |  |                                                         |                                                         |                                                         |
|  | Juventude                                                                          | 0                                                                                  | 0                                                                                  |                 |   |                                                                |                                                                |                                                                |  |  |                                                                |                                                                |                                                                |  |  |                                                         |                                                         |                                                         |
|  | Juventude                                                                          | 0                                                                                  | 0                                                                                  | Grêmio          | 0 | 0                                                              |                                                                |                                                                |  |  |                                                                |                                                                |                                                                |  |  |                                                         |                                                         |                                                         |
|  |                                                                                    |                                                                                    |                                                                                    |                 | 0 | 0                                                              |                                                                |                                                                |  |  |                                                                |                                                                |                                                                |  |  |                                                         |                                                         |                                                         |
|  |                                                                                    | Palmeiras                                                                          | 1                                                                                  | 2               |   |                                                                |                                                                |                                                                |  |  |                                                                |                                                                |                                                                |  |  |                                                         |                                                         |                                                         |
|  | Atlético Goianiense                                                                | Palmeiras                                                                          | 1                                                                                  | 2               | 1 | 1                                                              |                                                                |                                                                |  |  |                                                                |                                                                |                                                                |  |  |                                                         |                                                         |                                                         |
|  | Atlético Goianiense                                                                |                                                                                    |                                                                                    |                 | 1 | 1                                                              |                                                                |                                                                |  |  |                                                                |                                                                |                                                                |  |  |                                                         |                                                         |                                                         |
|  | Internacional                                                                      | 2                                                                                  | 2                                                                                  |                 |   |                                                                |                                                                |                                                                |  |  |                                                                |                                                                |                                                                |  |  |                                                         |                                                         |                                                         |
|  | Internacional                                                                      | 2                                                                                  | 2                                                                                  | Internacional   | 0 | 1 (5)                                                          |                                                                |                                                                |  |  |                                                                |                                                                |                                                                |  |  |                                                         |                                                         |                                                         |
|  |                                                                                    |                                                                                    |                                                                                    |                 | 0 | 1 (5)                                                          |                                                                |                                                                |  |  |                                                                |                                                                |                                                                |  |  |                                                         |                                                         |                                                         |
|  |                                                                                    | América Mineiro (p.)                                                               | 1                                                                                  | 0 (6)           |   |                                                                |                                                                |                                                                |  |  |                                                                |                                                                |                                                                |  |  |                                                         |                                                         |                                                         |
|  | Corinthians                                                                        | América Mineiro (p.)                                                               | 1                                                                                  | 0 (6)           | 0 | 1                                                              |                                                                |                                                                |  |  |                                                                |                                                                |                                                                |  |  |                                                         |                                                         |                                                         |
|  | Corinthians                                                                        |                                                                                    |                                                                                    |                 | 0 | 1                                                              |                                                                |                                                                |  |  |                                                                |                                                                |                                                                |  |  |                                                         |                                                         |                                                         |
|  | América Mineiro                                                                    | 1                                                                                  | 1                                                                                  |                 |   |                                                                |                                                                |                                                                |  |  |                                                                |                                                                |                                                                |  |  |                                                         |                                                         |                                                         |
|  | América Mineiro                                                                    | 1                                                                                  | 1                                                                                  | América Mineiro | 1 | 0                                                              |                                                                |                                                                |  |  |                                                                |                                                                |                                                                |  |  |                                                         |                                                         |                                                         |
|  |                                                                                    |                                                                                    |                                                                                    |                 | 1 | 0                                                              |                                                                |                                                                |  |  |                                                                |                                                                |                                                                |  |  |                                                         |                                                         |                                                         |
|  |                                                                                    | Palmeiras                                                                          | 1                                                                                  | 2               |   |                                                                |                                                                |                                                                |  |  |                                                                |                                                                |                                                                |  |  |                                                         |                                                         |                                                         |
|  | Santos                                                                             | Palmeiras                                                                          | 1                                                                                  | 2               | 0 | 0                                                              |                                                                |                                                                |  |  |                                                                |                                                                |                                                                |  |  |                                                         |                                                         |                                                         |
|  | Santos                                                                             |                                                                                    |                                                                                    |                 | 0 | 0                                                              |                                                                |                                                                |  |  |                                                                |                                                                |                                                                |  |  |                                                         |                                                         |                                                         |
|  | Ceará                                                                              | 0                                                                                  | 1                                                                                  |                 |   |                                                                |                                                                |                                                                |  |  |                                                                |                                                                |                                                                |  |  |                                                         |                                                         |                                                         |
|  | Ceará                                                                              | 0                                                                                  | 1                                                                                  | Ceará           | 0 | 2                                                              |                                                                |                                                                |  |  |                                                                |                                                                |                                                                |  |  |                                                         |                                                         |                                                         |
|  |                                                                                    |                                                                                    |                                                                                    |                 | 0 | 2                                                              |                                                                |                                                                |  |  |                                                                |                                                                |                                                                |  |  |                                                         |                                                         |                                                         |
|  |                                                                                    | Palmeiras                                                                          | 3                                                                                  | 2               |   |                                                                |                                                                |                                                                |  |  |                                                                |                                                                |                                                                |  |  |                                                         |                                                         |                                                         |
|  | Red Bull Bragantino                                                                | Palmeiras                                                                          | 3                                                                                  | 2               | 1 | 0                                                              |                                                                |                                                                |  |  |                                                                |                                                                |                                                                |  |  |                                                         |                                                         |                                                         |
|  | Red Bull Bragantino                                                                |                                                                                    |                                                                                    |                 | 1 | 0                                                              |                                                                |                                                                |  |  |                                                                |                                                                |                                                                |  |  |                                                         |                                                         |                                                         |
|  | Palmeiras                                                                          | 3                                                                                  | 1                                                                                  |                 |   |                                                                |                                                                |                                                                |  |  |                                                                |                                                                |                                                                |  |  |                                                         |                                                         |                                                         |

### Octavos de final
- Partidos de Ida del 14 al 29 de octubre de 2020, partidos de vuelta del 25 de octubre al 5 de noviembre de 2020.
- Equipos listados en la primera columna poseen la localía en la ida. En negrita los clubes clasificados.
| Equipo local ida     | Global          | Equipo visitante ida | Ida | Vuelta |
| -------------------- | --------------- | -------------------- | --- | ------ |
| Fortaleza            | 5–5 (9–10 pen.) | São Paulo            | 3–3 | 2–2    |
| Santos               | 0–1             | Ceará                | 0–0 | 0–1    |
| Grêmio               | 2–0             | Juventude            | 1–0 | 1–0    |
| Atlético Goianiense  | 2–4             | Internacional        | 1–2 | 1–2    |
| Botafogo             | 0–1             | Cuiabá               | 0–1 | 0–0    |
| Athletico Paranaense | 2–4             | Flamengo             | 0–1 | 2–3    |
| Red Bull Bragantino  | 1–4             | Palmeiras            | 1–3 | 0–1    |
| Corinthians          | 1–2             | América Mineiro      | 0–1 | 1–1    |

### Cuartos de final
- Partidos de Ida el 11 de noviembre de 2020, partidos de vuelta el 18 de noviembre de 2020.
- Equipos listados en la primera columna poseen la localía en la ida. En negrita los clubes clasificados.
| Equipo local ida | Global         | Equipo visitante ida | Ida | Vuelta |
| ---------------- | -------------- | -------------------- | --- | ------ |
| Flamengo         | 1–5            | São Paulo            | 1–2 | 0–3    |
| Cuiabá           | 1–4            | Grêmio               | 1–2 | 0–2    |
| Internacional    | 1–1 (5–6 pen.) | América Mineiro      | 0–1 | 1–0    |
| Ceará            | 2–5            | Palmeiras            | 0–3 | 2–2    |

### Semifinales
- Partidos de Ida el 23 de diciembre de 2020, partidos de vuelta el 30 de diciembre de 2020.
- Equipos listados en la primera columna poseen la localía en la ida. En negrita los clubes clasificados.
| Equipo local ida | Global | Equipo visitante ida | Ida | Vuelta |
| ---------------- | ------ | -------------------- | --- | ------ |
| São Paulo        | 0–1    | Grêmio               | 0–1 | 0–0    |
| América Mineiro  | 1–3    | Palmeiras            | 1–1 | 0–2    |

### Final
- Partido de Ida el 28 de febrero de 2021, partido de vuelta el 7 de marzo de 2021.
- Equipo listado en la primera columna posee la localía en la ida. En negrita el club campeón.
| Equipo local ida | Global | Equipo visitante ida | Ida | Vuelta |
| ---------------- | ------ | -------------------- | --- | ------ |
| Grêmio           | 0–3    | Palmeiras            | 0–1 | 0–2    |

| Bandera del estado de São Paulo |
| Campeón                         |
| Palmeiras 4.° título            |

## Goleadores
- Actualizado el 8 de marzo de 2021.

| Jugador         | Equipo          | Goles |
| --------------- | --------------- | ----- |
| Nenê            | Fluminense      | 6     |
| Léo Gamalho     | CRB             | 6     |
| Rodolfo         | América Mineiro | 6     |
| Brenner         | São Paulo       | 6     |
| Raphael Veiga   | Palmeiras       | 4     |
| Diego Souza     | Grêmio          | 4     |
| Vinícius        | Ceará           | 4     |
| Thiago Alagoano | Brusque         | 3     |
| Luciano         | São Paulo       | 3     |
| Rafael Sóbis    | Ceará           | 3     |